# Братиништа
Братиништа (грч. Χαράδρα, Харадра) је насељено место у општини Бер у периферији Средишња Македонија, Грчка. Према попису из 2021. године било је 9 становника.
Према бугарском географу и историчару, Василу Канчову, у Братиништу је 1900. године живело 80 Словена хришћана. Македонски историчар Тодор Симовски, 1998. године наводи да су Братиништа хеленизовано словенско насеље.